# ハンネス・シュナイダー

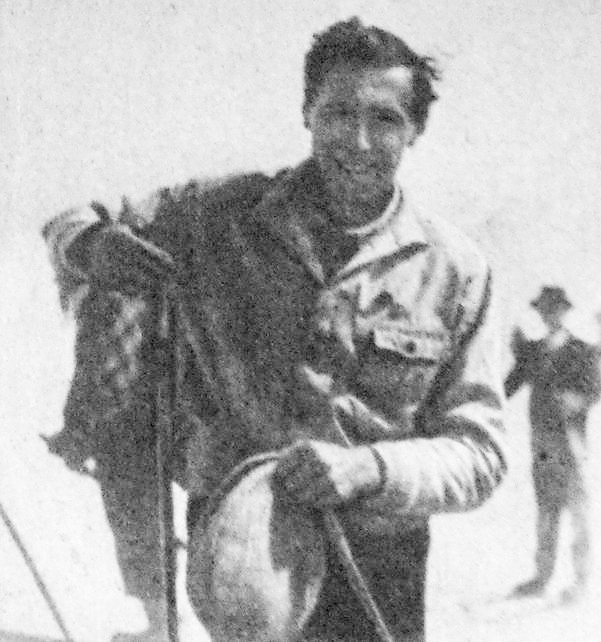
1930年の訪日時

ハンネス・シュナイダー（ドイツ語: Hannes Schneider, 本名：ヨハネス・シュナイダー (Johannes Schneider), 1890年6月24日 - 1955年4月26日）は、20世紀前半に活躍したオーストリアのスキー講師である。「アルペンスキーの父」として知られ、「スキー術の革命児」とも呼ばれている。

## 生涯
ハンネス・シュナイダーはオーストリアのシュトゥーベン・アム・アールベルク（Stuben am Arlberg）に生まれた。父はチーズ職人だった。1905年の冬に初めてスキーを本格的に学び始めた。早くも1907年にはサンクト・アントン及びサンクト・クリストフにてスキーインストラクターとなる。1920年の冬にはオーストリア初のスキー学校を立ち上げ、そこで後に『アールベルク・テクニック』と呼ばれるようになるスキー技術の指導を行った。
第一次世界大戦中はオーストリア軍山岳兵部隊のスキー教官を勤め、戦後は再びサンクト・アントンに戻ってきた。
1920年、ドイツのドキュメンタリー映画の巨匠であるアーノルド・ファンク博士（Arnold Fanck）とともに、「アールベルク・テクニック」を集大成した映画『スキーの驚異』（Das Wunder des Schneeschuhs）を製作した。後の1924年には映画と同名の技術書籍をアーノルド・ファンク博士と共著で出版している。この書籍は「アールベルグ・バイブル」とも称され、先の映画と相まって彼のスキー技術は世界に広まり、世界のスキーファンを魅了した。シュナイダーは『スキーの驚異』のほか、スキーを題材にした映画15作品に出演している。映画では彼の名前がハンネス・シュナイダーと表記されたため、本名のヨハネスよりも愛称であるハンネスの方が知られることとなった。なお1926年には、出演作の撮影中にクレバスへ落ちかけて、危うく命を落とす直前だったが無事に助かっている。
1930年には秩父宮雍仁親王の招待を受けて来日した。3カ月余りの滞在の間、日本で初となるシュプールを長野県の菅平高原で描くとともに、野沢温泉をはじめとした各地でスキーの指導を行った。シュナイダーが菅平高原を「スイスのダボス地方に似ている」と、菅平の地を「日本のダボス」と評したことから、近隣山麓エリアは「日本ダボス」と呼ばれるようになった。菅平高原スキー場のシュナイダーゲレンデ山頂にはこれを記念する「シュナイダー記念塔」が建てられている。
ナチス・ドイツによるオーストリア併合の後、シュナイダーはユダヤ人の友人を弁護し、ナチ運動に協力するスキー教師を解雇するなど、ナチ体制への協力を拒否した。そのため政治的な理由によって、1938年3月に逮捕されランデック刑務所へ収監される。各国から加えられた圧力により、彼は同年4月には釈放されるが、スキー教師としての免許をはく奪された。
1939年、家族とともにアメリカへ亡命。スキー指導の拠点をニューハンプシャー州、ノース・コンウェイに移した。第二次世界大戦中はアメリカ陸軍山岳兵部隊のスキー指導を行った。彼の息子ヘルベルトも同部隊に入隊している。戦後はアールベルクへ何回か里帰りしたが、65歳で死去するまでニューハンプシャー州のクランモア・マウンテンリゾートの発展に尽くし続けた。